# NGC 6269
NGC 6269 é uma galáxia elíptica (E) localizada na direcção da constelação de Hercules. Possui uma declinação de +27° 51' 18" e uma ascensão recta de 16 horas, 57 minutos e 58,0 segundos.
A galáxia NGC 6269 foi descoberta em 28 de Junho de 1864 por Albert Marth.